# Lake Brunner / Moana
Lake Brunner / Moana ist ein See im Grey District an der Westküste der Südinsel von Neuseeland. Er ist der größte See in der Region West Coast.

## Namensherkunft
Der See, der unter den Māori Kōtuku moana (Reihersee) genannt wird, bekam seinen Namen zu Ehren von Thomas Brunner, der 1847 den See entdeckte.

## Geographie
Der See, der sich über eine Fläche von 36,1 km² erstreckt, befindet sich 25 km südöstlich von Greymouth, von Norden aus über den New Zealand State Highway 7 sowie von Süden aus über den New Zealand State Highway 73 zu erreichen. Die Arnold Valley Road verbindet den See mit Stillwater im Nordwesten, die Moana Rotomanu Road mit Rotomanu im Südosten.
Im Süden ist der See von zwei knapp über 1200 m hohen Bergen gesäumt, im Norden und Westen von einer moderaten bewaldeten Hügellandschaft. Zwischen den südlichen Bergen und im Osten des Sees schließt eine kleine Ebene an, die intensiv landwirtschaftlich genutzt wird. Im Norden des Sees befindet sich an dem Ort Moana der Arnold River, der den Abfluss des Sees regelt. Der Ort, der zusammen mit den angrenzenden Siedlungen Ruru und Te Kinga 270 Einwohner zählt, kann in der Periode der Urlaubszeit bis zu 2500 Gäste beherbergen.
Der See wird von mehreren kleineren Flüssen gespeist, darunter der Crooked River, Poerua River, Orangipuku River und Eastern Hohonu River.

## Nutzung des Sees
Der See ist unter Anglern sehr beliebt, die dort Forellen angeln.

## Umweltprobleme
Bedingt durch die 22 Farmen mit Milchproduktion im Einzugsgebiet des Sees, ist der See durch deren Nährstoffeintrag in seinem Bestand gefährdet. Besonders der Anstieg an Phosphor, die Abnahme des Sauerstoffgehaltes im Herbst und die Abnahme der Wasserklarheit wurde beobachtet. Im Jahr 2010 wurden erstmals Maßnahmen ergriffen, den schädlichen Einfluss der Landwirtschaft auf den See zu reduzieren. Seither wird der See überwacht und regelmäßig über den Fortgang und die Entwicklung der Maßnahmen berichtet.